# Momence
Momence és una població dels Estats Units a l'estat d'Illinois. Segons el cens del 2000 tenia 3.171 habitants.

## Demografia
Segons el cens del 2000, Momence tenia 3.171 habitants, 1.159 habitatges, i 784 famílies. La densitat de població era de 893,7 habitants/km².
Dels 1.159 habitatges en un 32,6% hi vivien nens de menys de 18 anys, en un 51,3% hi vivien parelles casades, en un 11,3% dones solteres, i en un 32,3% no eren unitats familiars. En el 27,6% dels habitatges hi vivien persones soles el 14,8% de les quals corresponia a persones de 65 anys o més que vivien soles. El nombre mitjà de persones vivint en cada habitatge era de 2,59 i el nombre mitjà de persones que vivien en cada família era de 3,13.
Per edats la població es repartia de la següent manera: un 25,6% tenia menys de 18 anys, un 8,4% entre 18 i 24, un 27,3% entre 25 i 44, un 21% de 45 a 60 i un 17,7% 65 anys o més.
L'edat mediana era de 38 anys. Per cada 100 dones de 18 o més anys hi havia 88,7 homes.
La renda mediana per habitatge era de 37.898 $ i la renda mediana per família de 45.379 $. Els homes tenien una renda mediana de 31.741 $ mentre que les dones 23.711 $. La renda per capita de la població era de 17.836 $. Aproximadament el 5,8% de les famílies i el 9,2% de la població estaven per davall del llindar de pobresa.

## Poblacions més properes
El següent diagrama mostra les poblacions més properes.